# Akanda Nationalpark
Akanda Nationalpark (fransk: Parc national d'Akanda) ligger lige nord for Gabons hovedstad, Libreville. Den er også en af 13 nationalparker i Gabon, der blev oprettet i 2002 af præsident Omar Bongo efter en toårig undersøgelse foretaget af Direktoratet for Vildt og Jagt, WCS og WWF. De 13 nationalparker er planlagt til at repræsentere landets biodiversitet og fremme turisme. Akanda nationalpark ligger i den nordvestlige del af landet, nær Libreville, med kystlinje langs Mondah- og Corisco-bugterne.

## Miljø
Nationalparken består hovedsageligt af mangrove-, tidevands- og strandshabitater. Gabon har kun 2,5% af det samlede mangrovesumpareal i Afrika, men Akanda udgør sammen med den nærliggende Pongara nationalpark 25% af det samlede areal af beskyttede mangrover på kontinentet. De spiller derfor en vigtig rolle i økosystemet og hjælper med at stabilisere kystlinjen omkring Libreville. Menneskelig indgreb både hvad angår byggeri og landbrug er en trussel mod begge parker.
Begge bugter er rige på havliv, og Corisco-bugten er et vigtigt fødeområde for skildpadder. Akanda er internationalt vigtigt rasteplads for trækfugle og er hjemsted for de største bestande af sådanne fugle i Gabon. Området er blevet udpeget ramsarområde, som et vigtigt fugleområde (IBA) af BirdLife International, fordi det understøtter betydelige bestande af mange fuglearter.